# Divize C 2001/2002
V soubojích 35. ročníku České divize C 2001/2001 se utkalo 16 týmů dvoukolovým systémem podzim - jaro. Tento ročník začal v srpnu 2001 a skončil v červnu 2002.

## Nové týmy v sezoně 2001/2002
Z ČFL 2000/2001 sestoupilo mužstvo FK Slavoj Vyšehrad. Z krajských přeborů postoupila vítězná mužstva ročníku 2000/01: SK Tatran Ždírec nad Doubravou z Východočeského přeboru a PFC Český Dub z Severočeského přeboru. Z divize A sem bylo přeřazeno mužstvo FK Viktoria Žižkov „B“ a divize B pak mužstvo TJ SK Satalice. Mužstvo TJ Sokol Deštné bylo sloučeno do mužstva FK Náchod-Deštné. Mužstva FK Brandýs nad Labem a SK Viktoria Sibřina byly naopak přeřazeny do divize B.

## Kluby podle přeborů
- Východočeský (8): FK AS Pardubice „B“, FK Agria Choceň, FC Olympia Hradec Králové, FK Náchod-Deštné, FC Spartak Rychnov nad Kněžnou, FK OEZ Letohrad, SK Tatran Ždírec nad Doubravou, FK Trutnov.
- Severočeský (2): PFC Český Dub, FK Velké Hamry.
- Středočeský (3): FC Zenit Čáslav, SK Český Brod, FC Velim.
- Praha (3): FK Slavoj Vyšehrad, TJ SK Satalice, FK Viktoria Žižkov „B“.

## Výsledná tabulka
Zdroj: 
| Poř. | Tým                            | Z  | V  | R  | P  | VG | OG | B  |
| ---- | ------------------------------ | -- | -- | -- | -- | -- | -- | -- |
| 1.   | FK OEZ Letohrad                | 30 | 18 | 11 | 1  | 66 | 27 | 65 |
| 2.   | SK Český Brod                  | 30 | 19 | 4  | 7  | 73 | 28 | 61 |
| 3.   | FK Náchod-Deštné               | 30 | 15 | 5  | 10 | 55 | 49 | 50 |
| 4.   | FC Zenit Čáslav                | 30 | 12 | 10 | 8  | 55 | 44 | 46 |
| 5.   | PFC Český Dub                  | 30 | 14 | 4  | 12 | 54 | 55 | 46 |
| 6.   | TJ SK Satalice                 | 30 | 13 | 7  | 10 | 51 | 53 | 46 |
| 7.   | FK AS Pardubice „B“            | 30 | 12 | 8  | 10 | 57 | 40 | 44 |
| 8.   | FC Velim                       | 30 | 13 | 6  | 11 | 45 | 39 | 39 |
| 9.   | FK Agria Choceň                | 30 | 9  | 11 | 10 | 31 | 34 | 38 |
| 10.  | FK Velké Hamry                 | 30 | 10 | 8  | 12 | 33 | 37 | 38 |
| 11.  | FK Viktoria Žižkov „B“         | 30 | 11 | 5  | 14 | 45 | 52 | 38 |
| 12.  | FC Spartak Rychnov nad Kněžnou | 30 | 11 | 5  | 14 | 35 | 46 | 38 |
| 13.  | FK Trutnov                     | 30 | 10 | 6  | 14 | 46 | 56 | 36 |
| 14.  | FK Slavoj Vyšehrad             | 30 | 8  | 9  | 13 | 38 | 49 | 33 |
| 15.  | SK Tatran Ždírec nad Doubravou | 30 | 7  | 7  | 16 | 32 | 57 | 28 |
| 16.  | FC Olympia Hradec Králové      | 30 | 3  | 4  | 23 | 27 | 77 | 13 |

Poznámky:
- Z = Odehrané zápasy; V = Vítězství; R = Remízy; P = Prohry; VG = Vstřelené góly; OG = Obdržené góly; B = Body
- O pořadí klubů se stejným počtem bodů rozhodly vzájemné zápasy.

Mužstvu Velimi bylo odečteno 6 bodů
FK Velké Hamry po sezóně z divize odstoupil
|  | Postup do ČFL 2002/2003                         |
|  | Sestup do příslušného krajského přeboru 2002/03 |